# Paddy McGuigan
Patrick Joseph "Paddy Joe" McGuigan, född 8 december 1939, död 17 mars 2014 efter sjukdom, var en nordirländsk musiker, mest känd för sina irländska rebellsånger, bland annat "The Men Behind the Wire", "The Boys of the Old Brigade", "Irish Soldier Laddie", "Freedom Walk" och "Bring Them Home". Han grundade även folkgruppen The Barleycorn.
McGuigan, född och uppvuxen i Belfast, skrev "The Men Behind the Wire" i efterdyningarna av Operation Demetrius i Nordirland. Sången beskriver en razzia av brittiska soldater och "the men behind the wire" syftar på de som, utan varken dom eller rättegång, hölls fångna i Mazefängelset, Magilliganfängelset samt ombord på Maidstone Prison Ship. Även McGuigan blev senare tillfångatagen.
McGuigan släppte sitt enda soloalbum med Dolphin Records (DOLM 5012) 1975, med titeln My Country, My Songs and Me. Tillsammans med Dermot O'Brien producerade han också albumet The Justice of Justice med Kathleen Largey från Flying Column Music Group. 

## Verk i urval
- The Boys of the Old Brigade
- The Men Behind the Wire
- Platform – The Brave Unitedmen
- Playing Danny Boy
- My Country, My Songs and Me (Album, släppt 1975)
- The Brave Unitedmen (Album)